# 鈴木聡彦
鈴木 聡彦（すずき あきひこ、1974年1月28日 - ）は、NHKのチーフアナウンサー。

## 人物
山梨県甲府市出身。駿台甲府高等学校を経て、慶應義塾大学法学部を卒業後、1996年に入局。
名古屋放送局に異動して以降は、地域の災害報道を担当する機会が多くなっている。

## 現在の担当番組
- おはよう四国（2022年7月 - 不定期）
- ひめポン!645（不定期）
- ひめポン!845（不定期）
- ホッと!四国（パーソナリティとして不定期出演）
- 愛媛県・四国地方のニュース

## 過去の担当番組

### 盛岡放送局時代
- 岩手県のニュース・中継・リポート
- おばんですいわて（キャスター）

### 長野放送局時代
- 長野県のニュース・中継・リポート
- イブニング信州（キャスター）

### 東京アナウンス室時代
- きょうの料理
- 速報Jリーグ
- 各種スポーツ中継

### 名古屋放送局時代（ 2008年度- 2011年7月）
- 東海3県・東海北陸のニュース・中継・リポート
- ニュース845 （不定期）
- ニュース645 （不定期）
- 情報フレッシュ便 さらさらサラダ
- 鈴木アナの東海ピックアップ（2008年4月5日 - 2011年3月5日）
- 2011年3月の東北地方太平洋沖地震では、福島放送局に応援で派遣され、災害情報を中心にローカルニュースを担当した。

### 松江放送局時代（2011年8月 - 2016年7月）
- しまねっと845 キャスター（2011年8月- 2016年7月）
- しまねっとNEWS610（不定期・利根川真也、角谷直也、 山口寛明、酒匂飛翔らのキャスター代行など）
- ニュース645しまね（不定期）
- おはよう島根（不定期）
- 島根県のニュース・中継・リポート

### 大分放送局時代（2016年8月 - 2018年度）
- しんけんワイド大分（不定期、田中逸人・南波雅俊のキャスター代行など）
- いろどりOITA（不定期・中継など）
- ニュース845おおいた（不定期）
- おはよう大分（不定期）
- 大分県のニュース・中継・リポート

### 北九州放送局時代（2019年度 - 2022年6月）
- ニュースブリッジ北九州キャスター（2019年4月1日 - 2022年6月17日[1]）
- ニュース845北九州キャスター（担当ローテーション制）
- きたきゅーラジオ（パーソナリティ）
- 九州・沖縄のニュース（15時台、2020年11月4日、2022年4月27日・応援派遣要員） - 福岡局より
- はっけんラジオ（2020年11月4日、2022年4月27日） - 福岡局より
- ニュース845福岡 （2020年11月4日、2022年4月27日・応援派遣要員）
- ラジオニュース（九州・沖縄）（ラジオ第1・FM）の泊まり勤務担当[注釈 1]（2020年11月5日 - 6日、2022年4月28日 - 29日・応援派遣要員） - 福岡局より
- 北九州市議選・開票速報 （ラジオ第1）（2021年1月31日） - 司会[2]
- 北九州市議選・開票速報 （総合）（2021年1月31日） - 司会[2]
- うまいッ!「春の味覚の王様!合馬たけのこ〜福岡・北九州市〜」（2022年5月9日） - 地元応援団
- アナウンス統括

### 松山放送局時代（2022年7月 - ）
- マイあさ!（田中孝宜休暇に伴う代理キャスター：2022年8月22日 - 26日）
- ひめポン!（松田利仁亜のキャスター代行）
- 「ら♪ら♪ら♪ラジオです ラジオ3局合同特別番組 」
- うまいッ! - 地元応援団
  - 「激流が育む 白身魚の王様! あこう〜愛媛・今治市〜」（2022年9月12日） -
  - 「迫力満点の特大サイズ! 養殖ひらめ〜愛媛・西予市〜」（2023年12月25日） -
- 大雨関連特設ニュース（2023年7月10日・全国放送） - 松山放送局より四国地方の災害状況を伝えた[注釈 2]。
- 福岡県・九州沖縄のニュース（2023年7月11日- 14日。福岡放送局への応援。夜勤対応）
  - ニュース845福岡（2023年7月11日 - 12日）
  - ラジオニュース（九州・沖縄）（ラジオ第1・FM）の泊まり勤務担当（2023年7月13日 - 14日）
- 令和6年能登半島地震の災害報道対応による金沢放送局への応援派遣
  - 能登半島地震石川県のニュース・ライフライン情報（2024年1月27日 - 28日） - ニュースリーダー（ライフライン情報のみ）[注釈 3]
  - おはよう石川（2024年1月29日）